# 第9回オクラホマ映画批評家協会賞
第9回オクラホマ映画批評家協会賞は2014年の映画を対象としており、2015年1月5日に受賞者が発表された。

## 受賞一覧

### 作品賞
- 1位 - 『6才のボクが、大人になるまで。』（リチャード・リンクレイター監督）
  - 2位 - 『バードマン あるいは（無知がもたらす予期せぬ奇跡）』（アレハンドロ・ゴンサレス・イニャリトゥ監督）
  - 3位 - 『グランド・ブダペスト・ホテル』（ウェス・アンダーソン監督）
  - 4位 - 『セッション』（デミアン・チャゼル監督）
  - 5位 - 『ゴーン・ガール』（デヴィッド・フィンチャー監督）
  - 6位 - 『ナイトクローラー』（ダン・ギルロイ監督）
  - 7位 - 『イミテーション・ゲーム/エニグマと天才数学者の秘密』（モルテン・ティルドゥム監督）
  - 8位 - 『LEGO ムービー』（フィル・ロード&クリス・ミラー監督）
  - 9位 - 『アメリカン・ドリーマー 理想の代償』（J・C・チャンダー監督）
  - 10位 - 『ガーディアンズ・オブ・ギャラクシー』（ジェームズ・ガン監督）

### 監督賞
- リチャード・リンクレイター - 『6才のボクが、大人になるまで。』

### 主演男優賞
- マイケル・キートン - 『バードマン あるいは（無知がもたらす予期せぬ奇跡）』

### 主演女優賞
- ロザムンド・パイク - 『ゴーン・ガール』

### 助演男優賞
- エドワード・ノートン - 『バードマン あるいは（無知がもたらす予期せぬ奇跡）』

### 助演女優賞
- パトリシア・アークエット - 『6才のボクが、大人になるまで。』

### Body of Work
- フィル・ロード&クリス・ミラー - 『22ジャンプストリート』、『LEGO ムービー』

### オリジナル脚本賞
- ウェス・アンダーソン - 『グランド・ブダペスト・ホテル』

### 脚色賞
- ギリアン・フリン - 『ゴーン・ガール』

### 第1回作品賞
- 『ナイトクローラー』（ダン・ギルロイ監督）

### ドキュメンタリー映画賞
- 『Life Itself』（スティーヴ・ジェームズ（英語版）監督）

### アニメ映画賞
- 『LEGO ムービー』（フィル・ロード&クリス・ミラー監督）

### 外国語映画賞
- 『ツーリスト』（リューベン・オストルンド監督） スウェーデン

### 最も罪な楽しみの映画賞
- 『オール・ユー・ニード・イズ・キル』（ダグ・リーマン監督）

### 隠れたワースト映画賞
- 『ミケランジェロ・プロジェクト』（ジョージ・クルーニー監督）

### 明らかなワースト映画賞
- 『トランスフォーマー/ロストエイジ』（マイケル・ベイ監督）